# Auto Partner
Auto Partner S.A. ist ein polnisches Unternehmen, das seinen Sitz in Bieruń hat. Es handelt mit Ersatzteilen für PKW, leichten Nutzfahrzeugen und Motorrädern. Das Unternehmen verfügt über 114 Tochtergesellschaften in Polen und arbeitet mit 350 Lieferanten zusammen. Auto Partner vertreibt unter anderem Stabilisatoren, Lenkgetriebe, Lenkstangen, Querlenker, Bolzen, Gummi-Metall-Teile, Servolenkungspumpen, Klimaanlagenregler, Kühler, Kühlsystemleitungen, Zylinder, Kupplungen, Bremsflüssigkeiten, Bremsscheiben, Kolben, Auspuffrohre und Schalldämpfer. Es hat die eigene Marke maXGear etabliert.
Das Unternehmen ist an der Warschauer Börse notiert und im polnischen Mittelwerteindex mWIG40 enthalten.
Die Gruppe ist in 30 Ländern in Europa vertreten, vorwiegend in Mittel- und Osteuropa.

## Geschichte
1993 wurde das Unternehmen mit 3 Mitarbeitern in Kattowitz  gegründet. 1998–1999 wurde der Firmensitz nach Tychy verlegt und ein neuer Lagerkomplex errichtet. Zu dieser Zeit arbeiteten 50 Mitarbeiter in dem Unternehmen. 2002 wurde das Unternehmen in eine Gesellschaft mit beschränkter Haftung umgewandelt. 2003 waren die ersten 3 Tochtergesellschaften in Polen tätig, 2005 wurden 3 neue Filialen eröffnet. 2006 geschah die Einführung der Eigenmarke MaXgear, ein neues Büro und Lagergebäude wurden in Bieruń errichtet. Zu dieser Zeit waren 500 Mitarbeiter beschäftigt, die Lagerfläche betrug 3500 m². 2008 gab es 16 Tochtergesellschaften, Vertriebsbüros in Tschechien und der Slowakei  wurden gegründet. 2014 wurde das neue Distributionszentrum mit Lagerautomatisierung ausgestattet. Mittlerweile war die Zahl der Tochtergesellschaften auf 50 angewachsen, es wurden 1000 Mitarbeiter beschäftigt, die Lagerfläche betrug 20.000 m². Am 6. Juni 2016 wurde die Aktie des Unternehmens an der Warschauer Börse notiert. 2017 eröffnete ein neues Logistik- und Distributionszentrums in Pruszków, die gesamte Lagerfläche in Polen ist auf 85.000 m² angewachsen. 2019 wurde das Distributionszentrum in Bieruń auf fast 40.000 m² erweitert, die Gesamtlagerfläche in Polen betrug fast 100.000 m², die Zahl der Tochtergesellschaften lag bei 90.